# Necydalis acutipennis
Necydalis acutipennis är en skalbaggsart som beskrevs av Van Dyke 1923. Necydalis acutipennis ingår i släktet stekelbockar, och familjen långhorningar. Inga underarter finns listade i Catalogue of Life.